# Diospyros eriantha
Diospyros eriantha là một loài thực vật có hoa trong họ Thị. Loài này được Champ. ex Benth. mô tả khoa học đầu tiên năm 1852.